# Trichotosia aporina
Trichotosia aporina är en orkidéart som först beskrevs av Joseph Dalton Hooker, och fick sitt nu gällande namn av Friedrich Fritz Wilhelm Ludwig Kraenzlin. Trichotosia aporina ingår i släktet Trichotosia och familjen orkidéer. Inga underarter finns listade i Catalogue of Life.